# Кривянка
Кривянка (укр. Крив'янка) — река в Житомирской области Украины. Впадает в Корнино водохранилище (ранее являлась правым притоком Ирпеня). Длина — 30 км.
Свои начальные воды и исток берёт в оврагах и ярах южнее Ходоркова. Первым поселением на этой речке являются Липки, в среднем своём течении протекает через поселение Кривое, которое расположено по обеим её берегам. Впадает в Корнино водохранилище близ поселения Корнин. Абсолютная отметка водохранилища 90 метров над уровнем Балтийского моря.